# Tycus
Tycus es una película de ciencia ficción de John Putch y protagonizada por Dennis Hopper del año 1999 sobre el venidero impacto de un cometa en la luna, que hará inhabitable la tierra por mucho tiempo. Es una película directamente para video.

## Argumento
En la Tierra ocurren cosas cada vez más extrañas como erupciones volcánicas y terremotos inexplicables. El periodista Jake Lowe, que antes era un soldado de las fuerzas especiales y cuya esposa, Amy, está embarazada, recibe un mensaje de un antiguo colega suyo, que le informa que en una zona remota hay un extraño subterráneo en obras. Está por ello decidido a investigarlo.
Lowe se cuela en ese terreno y descubre que, bajo la dirección del astrónomo Doctor Peter Crawford, se está terminando de construir allí una ciudad subterránesa para un grupo reducido de personas que podrán sobrevivir el impacto del gigantesco cometa Tycus, que se acercará y destruirá la luna, cuyos fragmentos luegp arrasarán la Tierra dejándola inhabitable durante los siguientes 30 años. También descubre, que las catástrofes naturales extrañas son obra de la influencia del cometa que se avecina y que el resto del mundo ha ignorado Tycus, porque no tomaron en serio las advertencias de Crawford, que descubrió el cometa y lo que además iba a venir a causa de él 10 años antes.
Crawford le permite a él y a su familia ser parte de la nueva "Arca de Noé", porque, por casualidad, pudo detener a conspiradores matándolos, cuando iban a matar a Crawford, porque se resistía a sus intenciones de salvar a más miembros familiares suyos que los permitidos. Ahora Jake tiene que hacer todo lo posible para salvar a su familia y a la familia de Crawford junto con Peter Crawford, que, a causa de las acciones de la derrotada conspiración, no pudo traer a su familia tempranamente a la ciudad subterránea. Nada puede detener al cometa y la civilización se derrumba cuando el mundo se da cuenta demasiado tarde de lo que se avecina. Dentro de ese caos su antiguo colega, que también podía ser parte del arca por permiso de Crawford a cambio de contar estos acontecimientos para la posteridad, que informó a Lowe en un intento de salvarlo y que quiso ayudarles en esa situación, muere. Antes de morir Lowe le promete ocupar su lugar al respecto.
Finalmente todos llegan al refugio en el último momento, pero Crawford muere víctima de personas que quisieron entrar, que no pudieron, y que llegaron allí, cuando salió a la luz en esos momentos, a causa de las actividades de la ciudad para protegerse del cometa, la existencia de la ciudad subterránea. Los demás se salvan por los pelos de esas personas y entran en luto por la muerte de Crawford en la ciudad por un ascensor subterráneo preparado por Crawford para su regreso. La ciudad se aísla así del mundo exterior y poco después fragmentos de la luna, que ya estaba destruida antes por Tycus, caen a la tierra destruyéndo su superficie. 
La ciudad subterránea, preparada para todo eso, consigue sobrevivir esa destrucción y las catástrofes naturales siguientes causadas por la pérdida de la luna los siguientes 30 años. Lowe escribe todos estos acontecimientos para la posteridad y 30 años después la situación en la tierra se estabiliza otra vez como predijo Crawford. La gente escondida en el refugio vuelve otra vez a la superficie, la civilización comienza de nuevo y todos se acuerdan de Crawford a través de los escritos de Lowe. La naturaleza se ha recuperado y muchos fragmentos lunares, que no cayeron a la tierra, están ahora en la órbita de la tierra creando así muchas pequeñas lunas, que sustituyen así la función de la luna destruida. 

## Reparto
- Peter Onorati como Jake Lowe.
- Dennis Hopper como Doctor Peter Crawford.
- Chick Vennera como Stan Alton.
- Finola Hughes como Amy Lowe.
- Todd Allen como Menkees.
- Jessica Hopper como Reportera.
- Robert Romanus como Sam.
- Blake Clark como Comandante Scott.
- Sarah Dalton como Jamie Crawford.
- Sandra Francis como Helen Crawford.
- Joe Hackett como joven hombre.
- Bert Remsen como Randall Barnett.